# Rafael Alencar
Rafael Alencar (João Pessoa, 18 luglio 1978) è un attore pornografico brasiliano naturalizzato statunitense.

## Biografia
Nato nello Stato di Paraíba, Brasile, da genitori portoghesi ed ebrei europei. Alencar parla correntemente ebraico, tedesco, spagnolo, inglese e portoghese. Si è laureato in odontoiatria e ha lavorato per tre anni in una clinica brasiliana. Successivamente, una volta trasferitosi negli Stati Uniti e ottenuta la cittadinanza statunitense, intraprende la carriera di modello di biancheria intima per noti marchi, tra cui Calvin Klein. Nel 2003 inizia l'attività di attore pornografico dopo essere stato notato dal regista Kristen Bjorn ed inizia a lavorare in produzioni internazionali. Nel corso degli anni inizia a farsi un nome nel settore della pornografia gay, come un performer principalmente attivo, lavorando per noti studios come Studio 2000, Hot House Entertainment, Raging Stallion Studios e Lucas Entertainment. Alencar è anche uno sceneggiatore, regista, produttore e interprete di varie produzioni per la Black Scorpion Entertainment.
Nel 2004 ottiene la sua prima candidatura ai GayVN Awards come miglior attore non protagonista in 8 Inches, l'anno successivo ottiene una nuova candidatura al premio come miglior attore in Gored. Dopo numerose candidature a premi del settore, nel 2010 vince due riconoscimenti, tra cui "miglior eiaculazione" in Wall Street.

## Filmografia
- ParaShooter (Kristen Bjorn) (2003)
- Men Amongst The Ruins (Kristen Bjorn) (2003)
- Pene-trados.com (Entiendes) (2003)
- 8 Inches (Marcostudio) (2003)
- The American Lover (Pau Brasil Productions) (2004)
- Bad Boys Club 1 (Studio 2000) (2004)
- Ace In The Hole (Studio 2000) (2004)
- Getting it Straight (Falcon Studios) (2004)
- Gored (Studio 2000) (2004)
- Kolbenfresser (Oil Change 2/Cazzo Films) (2004)
- In The Jeans (Studio 2000) (2005)
- Weekend Blowout (Studio 2000) (2005)
- Play On (Studio 2000) (2005)
- Hard as Wood (Monster Bang 7/Raging Stallion) (2005)
- Manhunt 2 (Hot House) (2006)
- Fistpack 6: Can Openers (Raging Stallion) (2006)
- Bar Trade (Studio 2000) (2006)
- Black -N- Blue -- Hardcore Director's Cut (Hot House) (2006)
- Ass Quest 2 (Raging Stallion) (2006)
- Bedroom Eyes (Raging Stallion) (2006)
- Blue (Hot House) (2006)
- Dreams of Rafael (Black Scorpion Video) (2006)
- Instinct (Raging Stallion) (2007)
- Boners (Raging Stallion) (2007)
- Smoking Pistons - Editor's Cut - Fisting Edit (Cazzo Film) (2007)
- Jockstrap (Hot House) (2007)
- Verboten Part 1 (Hot House) (2007)
- Hunger (Black Scorpion Video) (2007)
- Man Island (Black Scorpion Video) (2007)
- Orgies of Black Scorpion (Black Scorpion Video) (2008)
- Grunts: Misconduct (Raging Stallion) (2008)
- King Size (Hot House) (2008)
- Return to Fire Island Part 1 (Lucas Entertainment) (2008)
- Return to Fire Island Part 2 (Lucas Entertainment) (2008)
- Pounding to Pavement (Lucas Entertainment) (2008)
- Humongous Cocks #1 (Raging Stallion) (2009)
- Revenge (Lucas Entertainment) (2009)
- Wall Street (Lucas Entertainment) (2009)
- Paris Playboys (Lucas Entertainment) (2009)
- Reckless (Hot House) (2009)
- Feet Extreme! (Lucas Entertainment) (2009)
- CUM! (Lucas Entertainment) (2009)
- Cock Scribs (Lucas Entertainment) (2009)
- Backroom Exclusive 17 (Hot House) (2010)
- Hairy Boyz 14 (Raging Stallion) (2010)
- Piss Collection (Lucas Entertainment) (2010)
- Coat Your Throat (Raging Stallion) (2010)
- Inked Boyz #2 (Raging Stallion) (2010)
- Lust (Lucas Entertainment) (2010)
- Heat Wave (Lucas Entertainment) (2010)
- Rafael in Paris (Lucas Entertainment) (2010)
- Fuck Me Hard (Lucas Entertainment) (2010)
- Kings of New York (Lucas Entertainment) (2010)
- Men in Stockings (Lucas Entertainment) (2010)
- Pissed On (Lucas Entertainment) (2010)
- Passion (Lucas Entertainment) (2010)
- Obsessions of D.O. (Black Scorpion Video) (2010)
- Humongous Cocks #7 (Raging Stallion) (2010)
- Blowjobs (Lucas Entertainment) 2010
- Hot Property (Falcon Studios) (2011)
- Assassin (2011) (Lucas Entertainment)
- Heat Wave 2 (Lucas Entertainment) (2011)
- Whoppers One (Hot House) (2011)
- Whoppers Two (Hot House) (2011)
- Executives (Lucas Entertainment) 2011
- Prison Shower (Men.com) 2012
- Marcando Paquete (Palomino Films) 2012
- Whoppers Three (Hot House) 2012
- Cock Suckers (Lucas entertainment) 2012
- Humongous Cocks #10 (Raging Stallion) 2012
- Drew Cutler (On The Hunt) 2012
- Boston Boy Bangers (On The Hunt) 2012
- Rafael Rules (On The Hunt) 2012
- Wall Street - 2nd Edition (Lucas Entertainment) 2013
- Ass Destroyer (On The Hunt) 2013
- 10 Pack (Ragging Stallion) 2013
- Drill My Hole 1 (Men.com) 2013
- Drill My Hole 3 (Men.com) 2013
- Drill My Hole 5 (Men.com) 2013
- Drill My Hole 6 (Men.com) 2013
- Jizz Orgy 1 (Men.com) 2013
- Jizz Orgy 2 (Men.com) 2013
- Jizz Orgy 3 (Men.com) 2013
- Sexterior  (Lucas entertainment) 2013
- Cock Ridders (Lucas Entertainment) 2013
- Cock Suckers (Lucas entertainment) 2013
- Chain Bangers (Kristen Bjorn) 2013
- Rafael Alencar Collection (Hot House) 2013
- Assholes (Lucas Entertainment) 2013
- Love And Devotion (Lucas Entertainment) 2013
- Best Of Rafael Alencar (Men.com) 2013
- Harder Faster Rougher (Lucas Entertainment) 2013
- The Rafael Alencar Anthology (Ragging Stallion) 2013
- Embrasse-moi (Lucas Entertainment) 2014
- Hooker Stories (Naked Sword) 2014
- Cum In My Mouth (Lucas Entertainment) 2014
- Fuck And Cum (Naked Sword) 2014
- Johnny Rapid Power Bottom (Men.com) 2014
- The Rafael Alencar Collection (Lucas Entertainment) 2014
- Darius Has A Big Fat Dick (Jake Jaxson) 2014
- The Pack (Naked Sword) 2014
- All Stars Cumshots 1 (Falcon) 2014
- Hot Fucks 8 (Ragging Stallion) 2015
- Humongous Cock 14 (Ragging Stallion) 2015
- I'm A Pornstar (Independent Documentary) 2015
- Hairy Boyz 25 (Raigging Stallion) 2015
- Alex has a Big Fat Dick (Cockyboys) 2015
- Harder (Jake Jaxson) 2015
- 13 Years In The Biz (Cockyboys) 2015
- Hung Huge 2 (Kristen Bjorn) 2015
- Repeat Offender (Men.com) 2015
- Godfather Series 1 (Men.com) 2015
- Godfather Series 3 (Men.com) 2015
- Godfather Series 4 (Men.com) 2015
- Masculine Embrace (Lucas Entertainment) 2015
- Active Duty (Stud Fuckerz) 2016
- Hot Fucks 7 (Ragging Stallion) 2016
- Foreskin Mafia (Ragging Stallion) 2016
- Humongous Cock 34 (Ragging Stallion) 2016
- My Neighbor's Son 1 (Men.com) 2016
- My Neighbor's Son 2 (Men.com) 2016
- My Neighbor's Son 3 (Men.com) 2016
- My Neighbor's Son 4 (Men.com) 2016
- Cazzo Berlin 20th Anniversary (Cazzo) 2016
- International Playboys (Naked Sword) 2016
- Straight A Student (Men.com) 2016
- My Mom's New Husband (Men.com) 2016
- Hairy Chest -1 (Ragging Stallion) 2016
- Scared Str8 (Men.com) 2016
- Fuck It (Lucas Entertainment) 2016
- Huge & Horny (Stud Fuc Kerz (2017)
- I'm Leaving You (Men.com) 2017
- Please Don't Break Me (Men.com) 2017
- Fleet Week (Men.com) 2017
- My Big Fucking Dick-  Rafael Alencar (Falcon) 2017
- Love Me Want Me Rent Me - (Cockyboys) 2017
- Rudelficker (Cazzo) 2017
- Long Hard Hours (Lucas entertainment) 2020
- Corporate Exploitation (Lucas Entertainment) 2020
- Just Playin Cocky - (Cockyboys) 2020
- Tearing Up Some Ass (Lucas Entertainment) 2020
- Banging Ruslan's Bubble Butt (Lucas Entertainment) 2022
- Rafael Alencar's Bareback Premier (Lucas Entertainment) 2022
- Best Sex Ever (Falcon) 2022

### Regista
- Dreams of Rafael (Black Scorpion Video) (2006)
- Man Island (Black Scorpion Video) (2007)
- Hunger (Black Scorpion Video) (2007)
- Orgies of Black Scorpion (Black Scorpion Video) (2008)
- Obsessions of D.O. (Black Scorpion Video) (2010)

### Sceneggiatore
- Dreams of Rafael (Black Scorpion Video) (2006)
- Hunger (Black Scorpion Video) (2007)

### Produttore
- Man Island (Black Scorpion Video) (2007)
- Hunger (Black Scorpion Video) (2007)
- Obsessions of D.O. (Black Scorpion Video) (2010)

## Riconoscimenti

### Vinti
- GayVN Awards 2010 - Best Cum Shot
- Grabby Awards 2010 - Hottest Cock
- International Escort Awards 2010 - Best Pornstar Escort
- International Escort Awards 2011 - Mr International Escort[7]
- International Escort Awards 2013 - Best Cock

### Candidature
- GayVN Awards 2004 - Best Supporting Actor
- GayVN Awards 2005 - Best Actor
- GayVN Awards 2007 - Performer of the Year
- GayVN Awards 2007 - Best Threesome
- GayVN Awards 2009 - Best Cum Shot
- Grabby Awards 2010 - Hottest Cock
- Grabby Awards 2010 - Best Supporting Actor
- Grabby Awards 2010 - Best Performer
- Grabby Awards 2010 - Best Duo (con Matan Shalev)
- Grabby Awards 2010 - Best Rimming Scene
- Grabby Awards 2010 - Best Cum Scene
- TLA Gay Awards 2010 - Performer of the Year